# Slovakiets håndboldlandshold (herrer)
Slovakiets håndboldlandshold for mænd er håndboldlandsholdet i Slovakiet og kontrolleres af Slovakiets håndboldforbund. Holdet blev dannet efter oprettelsen af den slovakiske stat i 1993, og har kun haft begrænset succes i de store internationale slutrunde. Holdet har deltaget i to VM-slutrunder og tre EM-slutrunder og fik en 10.-plads ved VM i 2009 som bedste resultat.